# 물링 북산 앙 푸소
《물링 북산 앙 푸소》(타갈로그어: Muling Buksan Ang Puso)는 2013년 방영된 필리핀의 드라마이다.